# Payena
Payena A.DC.è un genere di piante appartenente alla famiglia delle Sapotacee.

## Distribuzione e habitat
Il genere è presente in India (isole Andamane), Bangladesh, Myanmar, Thailandia, Vietnam, Malaysia peninsulare, Borneo, Giava, Sumatra e Filippine.

## Tassonomia
Il genere comprende le seguenti specie:
- Payena acuminata (Blume) Pierre
- Payena annamensis Lecomte
- Payena asiatica Chantar.
- Payena dantung H.J.Lam
- Payena dasyphylla (Miq.) Pierre
- Payena endertii H.J.Lam
- Payena ferruginea J.T.Pereira
- Payena gigas A.Bruggen
- Payena grandistipula J.T.Pereira
- Payena kapitensis J.T.Pereira
- Payena khoonmengiana J.T.Pereira
- Payena kinabaluensis J.T.Pereira
- Payena lamii A.Bruggen
- Payena leerii (Teijsm. & Binn.) Kurz
- Payena longipedicellata Brace ex King & Gamble
- Payena lucida A.DC.
- Payena maingayi C.B.Clarke
- Payena microphylla (de Vriese) Burck
- Payena obscura Burck
- Payena pseudoterminalis H.J.Lam